# Große Synagoge (Bels)

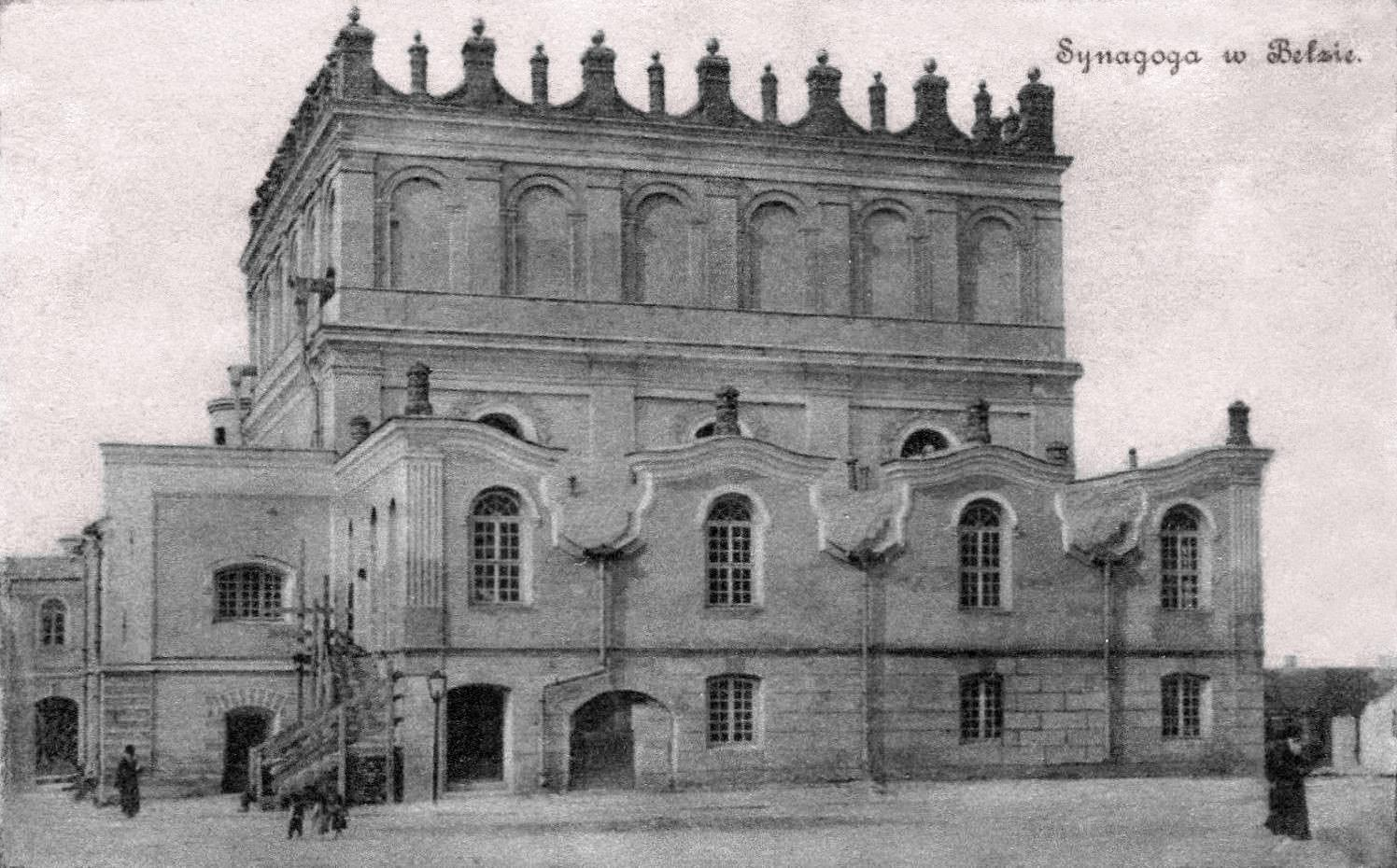
Große Synagoge in Bels (zwischen 1905 und 1910)

Die Große Synagoge in Bels, einer Stadt in der Oblast Lemberg im Westen der Ukraine, wurde im Jahr 1834 auf Initiative des Rabbiners Schalom Rokeach, dem Begründer der Belzer Dynastie, errichtet. 
Die Synagoge im orientalisierenden Stil wurde 1942 während des Zweiten Weltkrieges von den deutschen Besatzern gesprengt.